# Панаир на конете в Барнет (филм, 1896)
„Панаир на конете в Барнет“ (на английски: Barnet Horse Fair) е британски късометражен документален ням филм от 1896 година, заснет от продуцента Робърт Уилям Пол. Кадри от филма не са достигнали до наши дни и той се смята за изгубен.

## Сюжет
Действието във филма се развива през XVI век и показва изложение на коне в Барнет, сега предградие на Лондон.

## Интересни факти
- Панаира на конете в Барнет води началото си от XVI век и първоначално се е провеждал два пъти в годината, преди да се превърне в ежегодно събитие. От XX век насам се използва главно за продажба на коне и друга жива стока.[2]

- Някои от конете, заснети във филма са продадени впоследствие, а останалите са пуснати на свобода.[3]